# Двухтактный двигатель

Цикл работы двухтактного бензинового двигателя. Слева направо: продувка, сжатие, воспламенение, рабочий ход

Двухтактный цикл Отто.
Такты:
1. При движении поршня вверх — сжатие топливной смеси в текущем цикле и всасывание смеси для следующего цикла в полость под поршнем
2. При движении поршня вниз — рабочий ход, выхлоп и вытеснение топливной смеси из-под поршня в рабочую полость цилиндра

Двухта́ктный дви́гатель — поршневой двигатель внутреннего сгорания, в котором рабочий процесс в каждом из цилиндров совершается за один оборот коленчатого вала, то есть за два хода поршня. Такты сжатия и рабочего хода в двухтактном двигателе (за исключением двигателя Ленуара) происходят так же, как и в четырёхтактном (а значит, возможна реализация тех же термодинамических циклов, кроме цикла Аткинсона), но процессы очистки и наполнения цилиндра совмещены и осуществляются не в рамках отдельных тактов, а за короткое время, когда поршень находится вблизи нижней мёртвой точки. Процесс удаления из цилиндра отработавших газов и наполнения его свежим зарядом в двухтактном двигателе называется продувкой.

## История
Один из первых патентов на двухтактный двигатель был выдан в 1881 году шотландскому инженеру Дугладу Клерку. Его двигатель состоял из двух цилиндров: рабочего и нагнетательного. Впервые двухтактный двигатель с камерной продувкой, не требующей дополнительных поршней предложил английский изобретатель Джозеф Дей в 1891 году и в дальнейшем доработан одним из его подчинённых, Фредериком Коком. Независимо от них в 1879 году Карл Бенц построил двухтактный газовый двигатель, на который получил патент в 1880 году. В 1907 году двухтактный дизель водяного охлаждения с противоположно-движущимися поршнями с двумя коленвалами был построен на Коломенском заводе. Для продувки использовался один из цилиндров. Конструктор, главный инженер Коломенского завода Раймонд Александрович Корейво, 6 ноября 1907 года запатентовал двигатель во Франции, потом демонстрировал его на международных выставках. Дизели Корейво серийно использовались при постройке теплоходов. В 1908 году двухтактный двигатель нашёл применение на построенном Альфредом Скоттом из Йоркшира мотоцикле — это был двухцилиндровый двухтактный двигатель с водяным охлаждением.

## Сравнение двухтактного и четырёхтактного двигателя
Рабочий цикл двухтактного двигателя происходит за один оборот коленчатого вала, что позволяет снимать в 1,5-1,7 раза бо́льшую мощность с того же рабочего объёма при тех же оборотах двигателя. Это особенно актуально при создании тяжёлых тихоходных двигателей средних и тяжёлых судов, соединяемых непосредственно с валом гребного винта регулируемого шага, а также в поршневой авиации, где для эффективной работы воздушного винта также требуются сравнительно низкие рабочие обороты, что позволяет устранить из конструкции редуктор привода на винт.
В качестве автомобильного или, тем более, мотоциклетного такой двигатель менее выгоден, тем не менее также позволяет создать сравнительно компактные, но мощные силовые агрегаты, нашедшие применение в мототехнике и, ранее, микролитражных и малолитражных легковых автомобилях (с кривошипно-камерной продувкой, рабочим объёмом обычно до 1,5 — 1,7 литра), а также на грузовых автомобилях и автобусах (с прямоточной продувкой, рабочим объёмом обычно от 4 литров и более). Также, невыгодна и более низкая экологичность двухтактных бензиновых двигателей - вместе с топливом в цилиндр поступает и специальное масло, которое также подвергается сгоранию, выделяя ядовитые продукты горения и пиролиза. Выхлоп двухтактных бензиновых двигателей более токсичен, чем у четырëхтактных.
Из-за вдвое большей частоты рабочих тактов и за счет омывания деталей, обеспечивающих выхлоп, удвоенным количеством выхлопных газов, эти детали двигателя находятся в более напряжённом тепловом режиме. В двигателях большой мощности обязательно используется принудительное охлаждение поршней.
За счёт вдвое меньшего количества нерабочих ходов поршня в каждом рабочем цикле вдвое уменьшаются потери на трение.
Конструкторам двухтактных двигателей всегда приходится искать компромисс между качеством продувки и потерями свежего заряда. В отличие от четырёхтактного двигателя, где между тактами выпуска и впуска поршень проходит верхнюю мёртвую точку, почти полностью вытесняя выхлопные газы, в двухтактном продувка (и выпуск, и впуск) происходит во время прохождения поршнем нижней части цилиндра (использование поршня в качестве инструмента, вытесняющего выхлопные газы, происходит лишь в небольшой части его хода). При этом невозможно полностью исключить смешивание свежего заряда с выхлопными газами. Особенно проблема потерь заряда актуальна для карбюраторных двигателей, так как в них в цилиндр во время продувки поступает готовая рабочая смесь, что приводит к увеличенному расходу топлива и большому количеству несгоревших углеводородов в выхлопе. В целом двухтактные двигатели имеют в 1,5-2 раза больший расход воздуха, из-за чего могут требовать более сложных воздушных фильтров. В отличие от четырёхтактного двигателя, при использовании турбонаддува энергия поступающего из турбокомпрессора воздуха не передаётся через поршень на коленчатый вал двигателя, в то же время выхлопные газы при выпуске не оказывают противодавления на поршень.
По конструкции двухтактный двигатель может быть как более простым (при контурной кривошипно-камерной и, отчасти, клапанно-щелевой продувке), так и более сложным, чем четырёхтактный (при прямоточной продувке).

### Кривошипно-камерная продувка

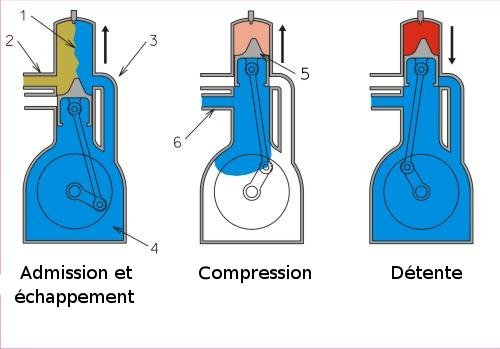

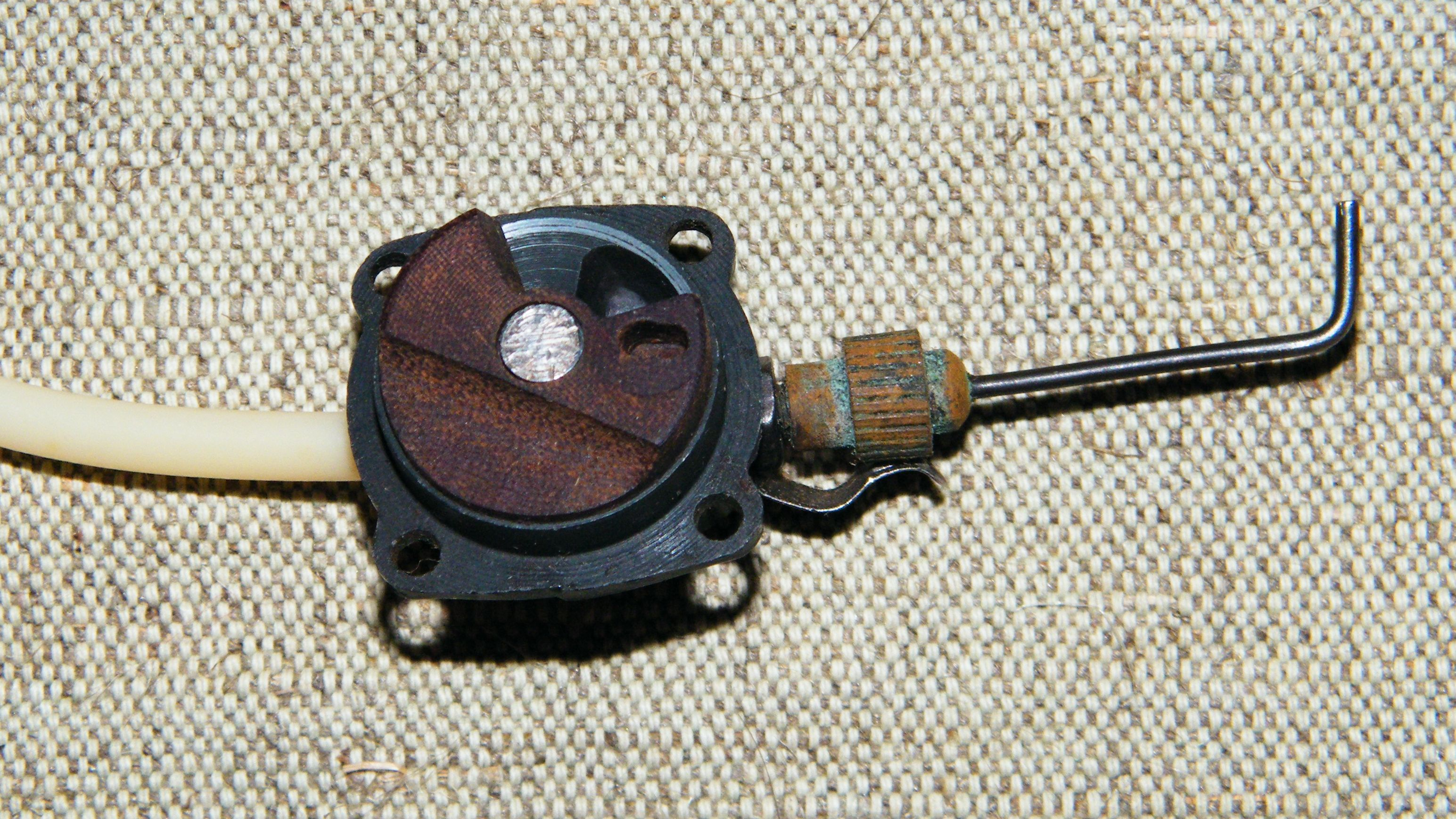
Золотниковый газораспределительный механизм двухтактного авиамодельного компрессионного двигателя «МК-12В»

### С использованием продувочных насосов

Двухроторный нагнетатель типа Рутс.

### Однопоршневые двигатели с щелевой (контурной) продувкой

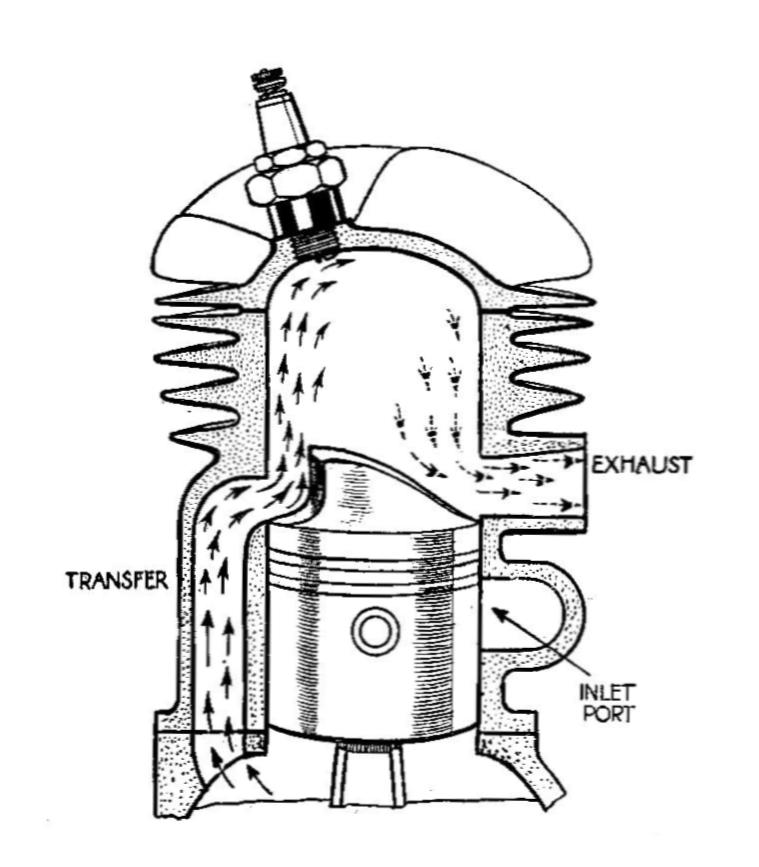
Дефлекторная продувка
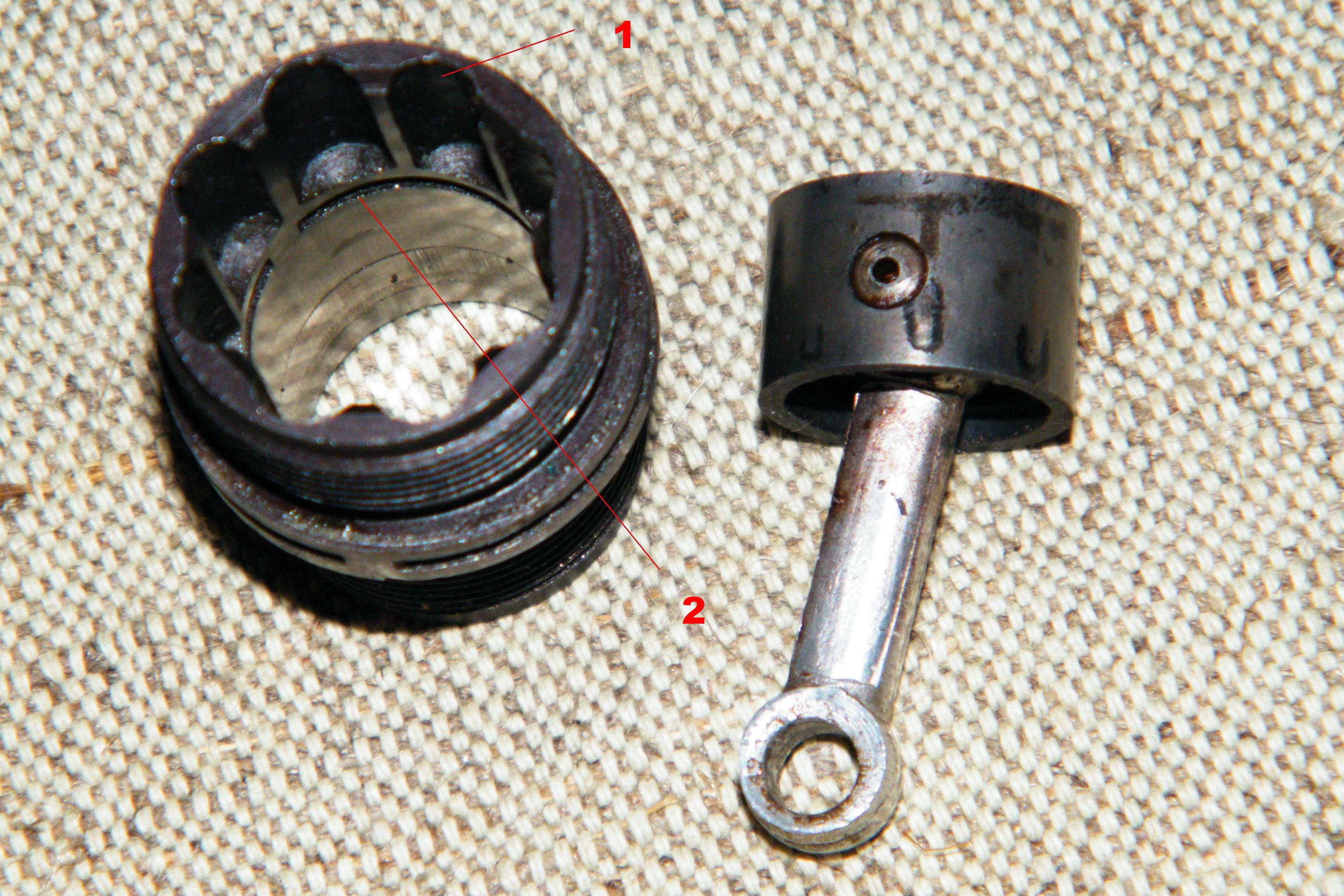
Цилиндр и поршень с шатуном двухтактного авиамодельного компрессионного двигателя «МК-12В» с фонтанной продувкой 1 восемь продувочных каналов 2 выпускные окна в стенке цилиндра
Распространённая схема расположения газораспределительных окон при петлевой продувке

### П-образные и Л-образные двигатели Цоллера

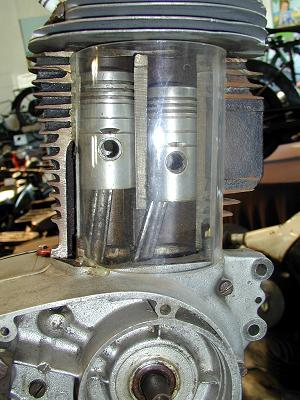
П-образный двигатель

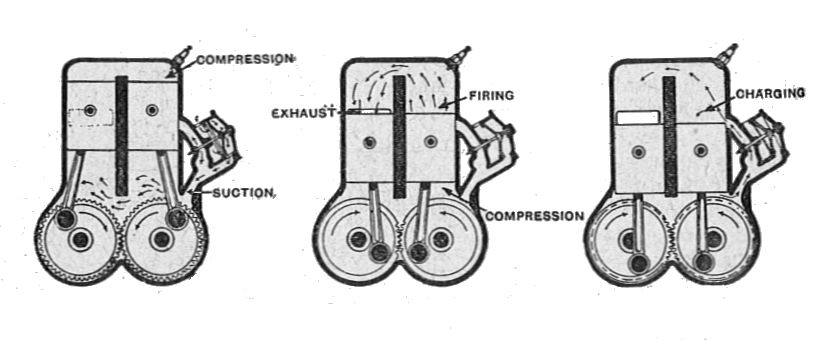
Л-образный двигатель

### Клапанно-щелевая продувка

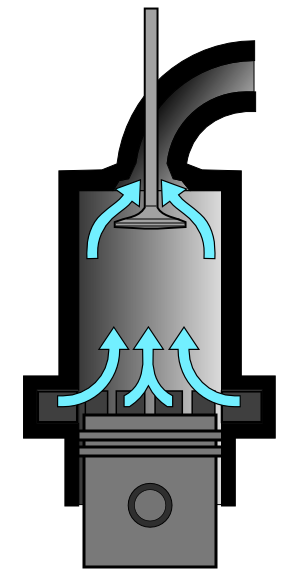
Клапанно-щелевая продувка: внизу — продувочные окна, выпускной клапан вверху открыт

### Двигатель со встречным движением поршней

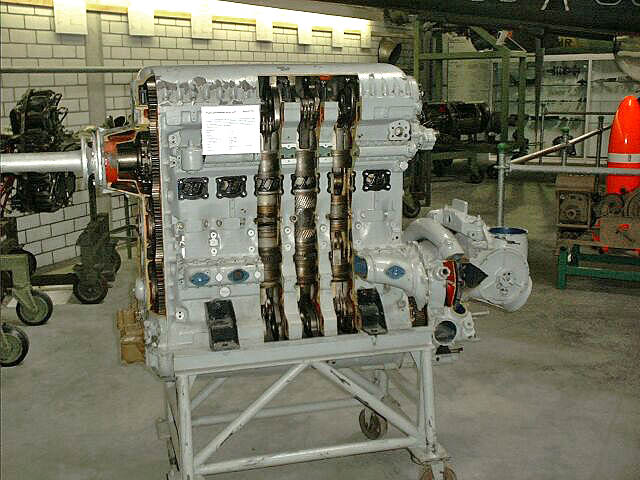
Двухтактный дизельный двигатель Junkers Jumo 205
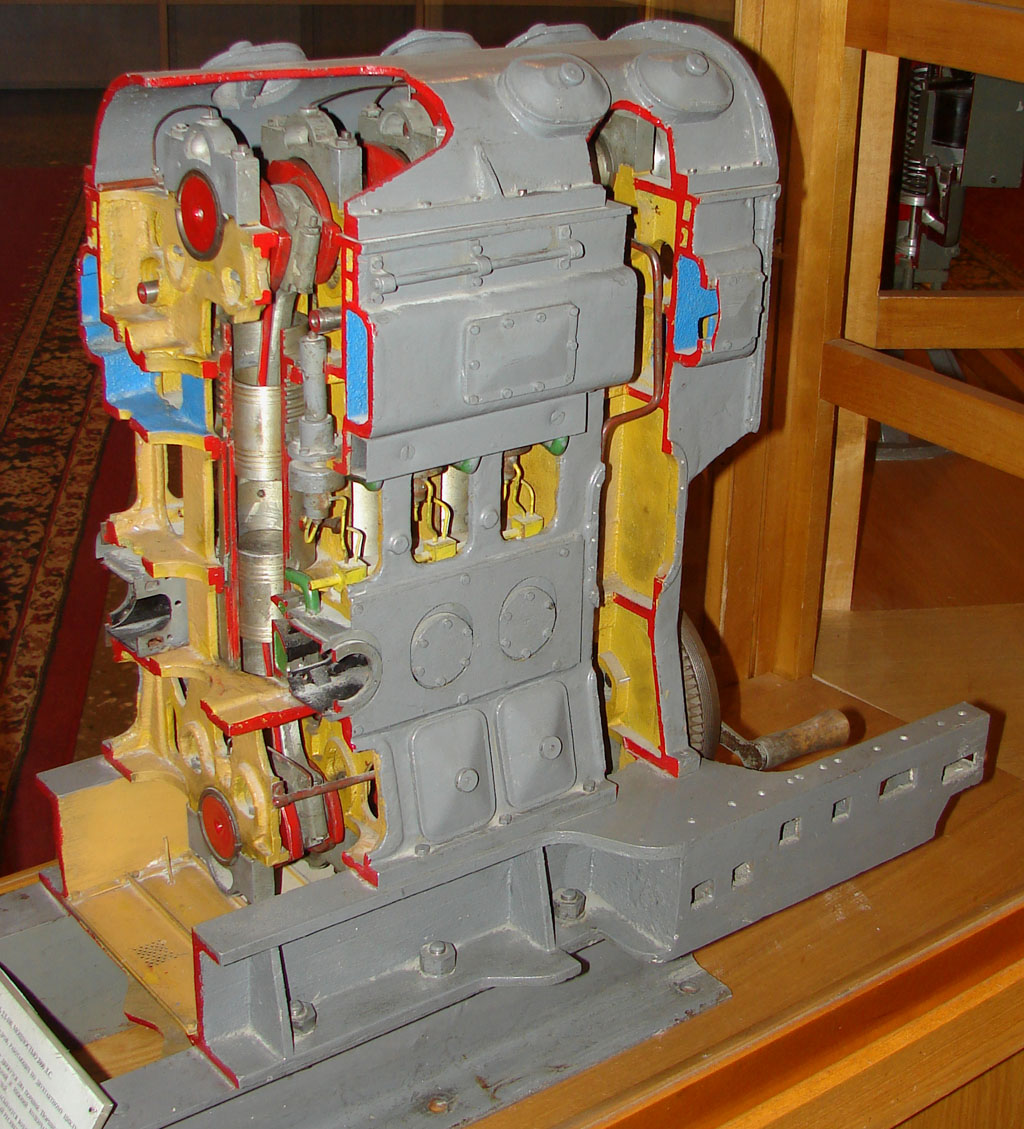
Дизель 2Д100, использовался на тепловозах ТЭ3
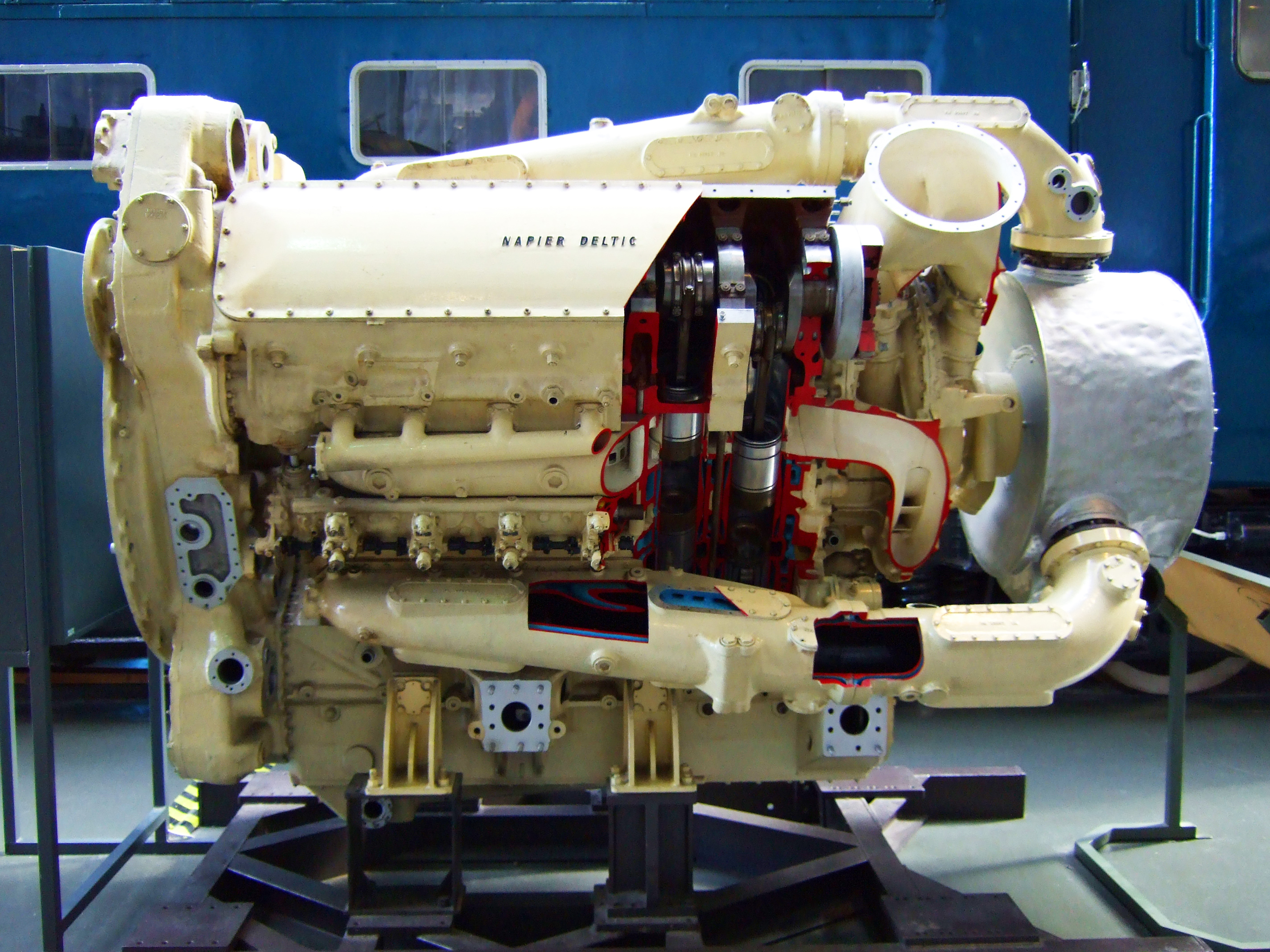
Трёхвальный дельтообразный двигатель Napier Deltic
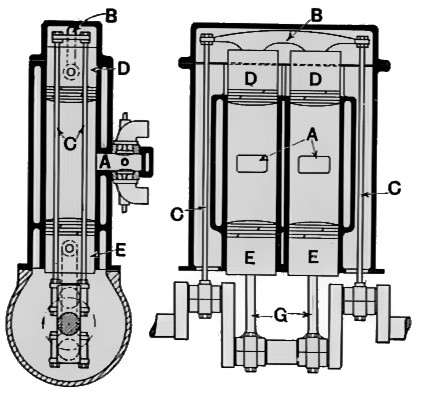
Двигатель ЮМО-201 со штанговым приводом поршней верхнего ряда